# Nuoto ai XVI Giochi del Mediterraneo
Le gare di nuoto ai XVI Giochi del Mediterraneo si sono svolte alle piscine Le Naiadi di Pescara, rinnovate con l'occasione dei Giochi e sede della squadra di pallanuoto locale CUS d'Annunzio.
Sono state disputate competizioni in 20 specialità, per un totale di 38 medaglie d'oro in palio. Per ogni Nazione sono stati ammessi due atleti per ogni specialità, più una squadra per la staffetta.
Le gare di nuoto si sono svolte nei seguenti giorni:
| ● | Competizioni | ● | Finali |

| Giugno/luglio |    |    |    |    |    |    |    |    |    |    |
| 25            | 26 | 27 | 28 | 29 | 30 | 01 | 02 | 03 | 04 | 05 |
|               |    | ●  | ●  | ●  | ●  | ●  |    |    |    |    |

## Calendario
| Nuoto ai XVI Giochi del Mediterraneo | Nuoto ai XVI Giochi del Mediterraneo                                     | Nuoto ai XVI Giochi del Mediterraneo                              | Nuoto ai XVI Giochi del Mediterraneo                           | Nuoto ai XVI Giochi del Mediterraneo                                 | Nuoto ai XVI Giochi del Mediterraneo       | Nuoto ai XVI Giochi del Mediterraneo |
| Data                                 | Giugno/luglio 2009                                                       | Giugno/luglio 2009                                                | Giugno/luglio 2009                                             | Giugno/luglio 2009                                                   | Giugno/luglio 2009                         | Totale                               |
| Data                                 | 27                                                                       | 28                                                                | 29                                                             | 30                                                                   | 1                                          | Totale                               |
| ------------------------------------ | ------------------------------------------------------------------------ | ----------------------------------------------------------------- | -------------------------------------------------------------- | -------------------------------------------------------------------- | ------------------------------------------ | ------------------------------------ |
| Uomini                               | 50 m dorso 100 m rana 200 m misti 400 m stile libero                     | 50 m stile libero 200 m dorso 100 m farfalla 4×100 m stile libero | 100 m stile libero 200 m rana 400 m misti 4×200 m stile libero | 200 m stile libero 50 m stile libero 100 m dorso 1500 m stile libero | 50 m rana 200 m stile libero 4×100 m mista | 19                                   |
| Donne                                | 50 m dorso 100 m rana 200m misti 400 m stile libero 4×100 m stile libero | 50 m stile libero 200 m dorso 100 m farfalla                      | 100 m stile libero 200 m rana 400 m misti 800 m stile libero   | 200 m stile libero 50 m farfalla 100 m dorso 4×200 m stile libero    | 50 m rana 200 m farfalla 4×100 m mista     | 19                                   |
| Totale                               | 9                                                                        | 7                                                                 | 8                                                              | 8                                                                    | 6                                          | 38                                   |

|  | Qualificazioni |  | Finali |

### Programma orario
Gli orari sono CEST.
| Data/h                         | Evento                      | Turno    |
| ------------------------------ | --------------------------- | -------- |
| Sabato 27 giugno 10:00-12:00   | 50 m dorso donne            | Batterie |
| Sabato 27 giugno 10:00-12:00   | 50 m dorso uomini           | Batterie |
| Sabato 27 giugno 10:00-12:00   | 100 m rana donne            | Batterie |
| Sabato 27 giugno 10:00-12:00   | 100 m rana uomini           | Batterie |
| Sabato 27 giugno 10:00-12:00   | 200 m misti donne           | Batterie |
| Sabato 27 giugno 10:00-12:00   | 200 m misti uomini          | Batterie |
| Sabato 27 giugno 10:00-12:00   | 400 m stile libero donne    | Batterie |
| Sabato 27 giugno 10:00-12:00   | 400 m stile libero uomini   | Batterie |
| Sabato 27 giugno 10:00-12:00   | 4×100 m stile libero donne  | Batterie |
| Sabato 27 giugno 18:00-19:30   | 50 m dorso donne            | Finale   |
| Sabato 27 giugno 18:00-19:30   | 50 m dorso uomini           | Finale   |
| Sabato 27 giugno 18:00-19:30   | 100 m rana donne            | Finale   |
| Sabato 27 giugno 18:00-19:30   | 100 m rana uomini           | Finale   |
| Sabato 27 giugno 18:00-19:30   | 200 m misti donne           | Finale   |
| Sabato 27 giugno 18:00-19:30   | 200 m misti uomini          | Finale   |
| Sabato 27 giugno 18:00-19:30   | 400 m stile libero donne    | Finale   |
| Sabato 27 giugno 18:00-19:30   | 400 m stile libero uomini   | Finale   |
| Sabato 27 giugno 18:00-19:30   | 4×100 m stile libero donne  | Finale   |
| Domenica 28 giugno 10:00-11:00 | 50 m stile libero uomini    | Batterie |
| Domenica 28 giugno 10:00-11:00 | 50 m stile libero donne     | Batterie |
| Domenica 28 giugno 10:00-11:00 | 200 m dorso uomini          | Batterie |
| Domenica 28 giugno 10:00-11:00 | 200 m dorso donne           | Batterie |
| Domenica 28 giugno 10:00-11:00 | 100 m farfalla uomini       | Batterie |
| Domenica 28 giugno 10:00-11:00 | 100 m farfalla donne        | Batterie |
| Domenica 28 giugno 18:00-19:00 | 50 m stile libero uomini    | Finale   |
| Domenica 28 giugno 18:00-19:00 | 50 m stile libero donne     | Finale   |
| Domenica 28 giugno 18:00-19:00 | 200 m dorso uomini          | Finale   |
| Domenica 28 giugno 18:00-19:00 | 200 m dorso donne           | Finale   |
| Domenica 28 giugno 18:00-19:00 | 100 m farfalla uomini       | Finale   |
| Domenica 28 giugno 18:00-19:00 | 100 m farfalla donne        | Finale   |
| Domenica 28 giugno 18:00-19:00 | 4×100 m stile libero uomini | Finale   |
| Lunedì 29 giugno 10:00-12:00   | 100 m stile libero donne    | Batterie |
| Lunedì 29 giugno 10:00-12:00   | 100 m stile libero uomini   | Batterie |
| Lunedì 29 giugno 10:00-12:00   | 200 m rana donne            | Batterie |
| Lunedì 29 giugno 10:00-12:00   | 200 m rana uomini           | Batterie |
| Lunedì 29 giugno 10:00-12:00   | 400 m misti donne           | Batterie |
| Lunedì 29 giugno 10:00-12:00   | 400 m misti uomini          | Batterie |
| Lunedì 29 giugno 10:00-12:00   | 800 m stile libero donne    | Batterie |
| Lunedì 29 giugno 10:00-12:00   | 4×200 m stile libero uomini | Batterie |

| Data/h                          | Evento                                                      | Turno    |
| ------------------------------- | ----------------------------------------------------------- | -------- |
| Lunedì 29 giugno 18:00-19:30    | 100 m stile libero donne                                    | Finale   |
| Lunedì 29 giugno 18:00-19:30    | 100 m stile libero uomini                                   | Finale   |
| Lunedì 29 giugno 18:00-19:30    | 200 m rana donne                                            | Finale   |
| Lunedì 29 giugno 18:00-19:30    | 200 m rana uomini                                           | Finale   |
| Lunedì 29 giugno 18:00-19:30    | 400 m misti donne                                           | Finale   |
| Lunedì 29 giugno 18:00-19:30    | 400 m misti uomini                                          | Finale   |
| Lunedì 29 giugno 18:00-19:30    | 800 m stile libero donne                                    | Finale   |
| Lunedì 29 giugno 18:00-19:30    | 4×200 m stile libero uomini                                 | Finale   |
| Martedì 30 giugno 10:00-12:00   | 200 m stile libero uomini                                   | Batterie |
| Martedì 30 giugno 10:00-12:00   | 200 m stile libero donne                                    | Batterie |
| Martedì 30 giugno 10:00-12:00   | 50 m farfalla uomini                                        | Batterie |
| Martedì 30 giugno 10:00-12:00   | 50 m farfalla donne                                         | Batterie |
| Martedì 30 giugno 10:00-12:00   | 100 m dorso uomini                                          | Batterie |
| Martedì 30 giugno 10:00-12:00   | 100 m dorso donne                                           | Batterie |
| Martedì 30 giugno 10:00-12:00   | 1500 m stile libero uomini                                  | Batterie |
| Martedì 30 giugno 10:00-12:00   | 4×200 m stile libero donne                                  | Batterie |
| Martedì 30 giugno 18:00-19:30   | 200 m stile libero uomini                                   | Finale   |
| Martedì 30 giugno 18:00-19:30   | 200 m stile libero donne                                    | Finale   |
| Martedì 30 giugno 18:00-19:30   | 50 m farfalla uomini                                        | Finale   |
| Martedì 30 giugno 18:00-19:30   | 50 m farfalla donne                                         | Finale   |
| Martedì 30 giugno 18:00-19:30   | 100 m dorso uomini                                          | Finale   |
| Martedì 30 giugno 18:00-19:30   | 100 m dorso donne                                           | Finale   |
| Martedì 30 giugno 18:00-19:30   | 1500 m stile libero uomini                                  | Finale   |
| Martedì 30 giugno 18:00-19:30   | 4×200 m stile Libero donne                                  | Finale   |
| Mercoledì 1º luglio 10:00-11:30 | 50 m rana donne                                             | Batterie |
| Mercoledì 1º luglio 10:00-11:30 | 50 m rana uomini                                            | Batterie |
| Mercoledì 1º luglio 10:00-11:30 | 200 m farfalla donne                                        | Batterie |
| Mercoledì 1º luglio 10:00-11:30 | 200 m farfalla uomini                                       | Batterie |
| Mercoledì 1º luglio 10:00-11:30 | 4×100 m misti donne                                         | Batterie |
| Mercoledì 1º luglio 10:00-11:30 | 4×100 m misti uomini                                        | Batterie |
| Mercoledì 1º luglio 18:00-19:00 | 50 m rana donne                                             | Finale   |
| Mercoledì 1º luglio 18:00-19:00 | 50 m rana uomini                                            | Finale   |
| Mercoledì 1º luglio 18:00-19:00 | 200 m farfalla donne                                        | Finale   |
| Mercoledì 1º luglio 18:00-19:00 | 200 m farfalla uomini                                       | Finale   |
| Mercoledì 1º luglio 18:00-19:00 | 4×100 m misti donne\| style=background:lemonchiffon\|Finale |          |
| Mercoledì 1º luglio 18:00-19:00 | 4×100 m misti uomini                                        | Finale   |

## Podi

### Uomini
| Evento                          | Oro | Prestazione | Argento | Prestazione | Bronzo                                                                                      | Prestazione |
| Stile libero                    | |             | |             |                                                                                             |             |
| 50 m (dettagli)                 | Frédérick Bousquet | 20"99       | Alain Bernard | 21"21       | Federico Bocchia                                                                            | 21"73       |
| 100 m (dettagli)                | Alain Bernard | 47"83       | Filippo Magnini | 48"27       | Nabil Kebbab                                                                                | 48"89       |
| 200 m (dettagli)                | Oussama Mellouli | 1'46"44     | Ahmed Mathlouthi | 1'47"00     | Marco Belotti                                                                               | 1'47"29     |
| 400 m (dettagli)                | Oussama Mellouli | 3'42"71     | Samuel Pizzetti | 3'48"37     | Ahmed Mathlouthi                                                                            | 3'49"65     |
| 1500 m (dettagli)               | Oussama Mellouli | 14'38"01    | Federico Colbertaldo | 15'04"23    | Marcos Rivera Miranda                                                                       | 15'11"60    |
| Dorso                           | |             | |             |                                                                                             |             |
| 50 m (dettagli)                 | Aschwin Wildeboer Faber | 24"73       | Camille Lacourt | 25"03       | Jérémy Stravius                                                                             | 25"04       |
| 100 m (dettagli)                | Aschwin Wildeboer Faber | 52"87       | Aristeidis Grigoriadis | 54"00       | Mirco Di Tora                                                                               | 54"45       |
| 200 m (dettagli)                | Aschwin Wildeboer Faber | 1'54"96     | Sebastiano Ranfagni | 1'58"59     | Damiano Lestingi                                                                            | 1'59"96     |
| Rana                            | |             | |             |                                                                                             |             |
| 50 m (dettagli)                 | Alessandro Terrin | 27"22       | Emil Tahirovič | 27"27       | Caba Siladji                                                                                | 27"34       |
| 100 m (dettagli)                | Melquiades Álvarez | 1'00"45     | Caba Siladji | 1'00"68     | Luca Pizzini                                                                                | 1'01"26     |
| 200 m (dettagli)                | Melquiades Álvarez | 2'09"69     | Edoardo Giorgetti | 2'10"11     | Romanos-Iasonas Alyfantis                                                                   | 2'11"54     |
| Farfalla                        | |             | |             |                                                                                             |             |
| 50 m (dettagli)                 | Mario Todorovic | 23"61       | Ivan Lenđer | 23"65       | Mattia Nalesso                                                                              | 23"81       |
| 100 m (dettagli)                | Ivan Lenđer | 51"79       | Clément Lefert | 51"93       | Peter Mankoč                                                                                | 52"06       |
| 200 m (dettagli)                | Thomas Vilaceca | 1'57"77     | Francesco Vespe | 1'57"78     | Niccolò Beni                                                                                | 1'57"92     |
| Misti                           | |             | |             |                                                                                             |             |
| 200 m (dettagli)                | Oussama Mellouli | 1'58"38     | Romanos-Iasonas Alyfantis | 1'59"89     | Alessio Boggiatto                                                                           | 2'01"13     |
| 400 m (dettagli)                | Oussama Mellouli | 4'10"53     | Luca Marin | 4'13"58     | Luca Angelo Dioli                                                                           | 4'15"13     |
| Staffette                       | |             | |             |                                                                                             |             |
| 4x100 m stile libero (dettagli) | Francia Frédérick Bousquet William Meynard Amaury Leveaux Alain Bernard                                                    | 3'12"03     | Italia Alessandro Calvi Marco Orsi Gianluca Maglia Christian Galenda                                                                         | 3'13"78     | Grecia Ioannis Kalargaris Andreas Zisimos Apostolos Tsagkarakis Aristeidis Grigoriadis      | 3'19"17     |
| 4x200 m stile libero (dettagli) | Italia Emiliano Brembilla Marco Belotti Gianluca Maglia Filippo Magnini Andrea Busato* Cesare Schiocchetti* Nicola Cassio* | 7'09"44     | Francia Jérémy Stravius Kevin Trannoy Sebastien Bodet Guillaume Strohmeyer                                                                   | 7'13"27     | Grecia Andreas Zisimos Georgios Demetis Christos Moutsos Ioannis Giannoulis Matteo Lioupis* | 7'16"39     |
| 4x100 m misti (dettagli)        | Spagna Aschwin Wildeboer Melquíades Álvarez Caraballo Alex Villaecija Garcia José Alonso Rufino Regueira Suarez*           | 3'34"22     | Grecia Aristeidis Grigoriadis Romanos-Iasonas Alyfantis Stefanos Dimitriadis Ioannis Kalargaris Dimitrios Chasiotis* Savvas Kougioumtzoglou* | 3'34"71     | Italia Enrico Catalano Fabio Scozzoli Rudy Goldin Andrea Rolla                              | 3'35"55     |

### Donne
| Evento                          | Oro | Prestazione | Argento | Prestazione | Bronzo | Prestazione |
| Stile libero                    | |             | |             | |             |
| 50 m (dettagli)                 | Malia Metella | 24"88       | Gigliola Tecchio Cristina Chiuso                                                                                                  | 25"56       | --- | ---         |
| 100 m (dettagli)                | Miroslava Najdanovski | 55"09       | Theodora Drakou | 55"65       | Maria Fuster Martinez | 55"80       |
| 200 m (dettagli)                | Patricia Castro Ortega                                                                                                   | 1'58"91     | Ophélie-Cyrielle Étienne | 1'59"11     | Alice Carpanese | 2'00"67     |
| 400 m (dettagli)                | Federica Pellegrini | 4'00"41     | Coralie Balmy | 4'05"37     | Erika Villaécija | 4'08"85     |
| 800 m (dettagli)                | Alessia Filippi | 8'20"78     | Nina Slo Cesar | 8'31"26     | Ophélie-Cyrielle Étienne | 8'32"38     |
| Dorso                           | |             | |             | |             |
| 50 m (dettagli)                 | Elena Gemo | 28"60       | Mercedes Peris Minguet | 28"64       | Sanja Jovanović | 28"65       |
| 100 m (dettagli)                | Alexianne Castel | 1'02"13     | Duane Da Rocha Marce | 1'02"30     | Aspasia Petradaki | 1'02"48     |
| 200 m (dettagli)                | Alessia Filippi | 2'08"03     | Duane Da Rocha Marce | 2'11"73     | Alexianne Castel | 2'12"43     |
| Rana                            | |             | |             | |             |
| 50 m (dettagli)                 | Anastasia Chrystoforou                                                                                                   | 31"12       | Concepcion Badillo Diaz | 31"14       | Roberta Panara | 31"19       |
| 100 m (dettagli)                | Roberta Panara | 1'08"47     | Angeliki Exarchou | 1'08"99     | Giulia Fabbri | 1'09"14     |
| 200 m (dettagli)                | Coralie Dobral | 2'26"41     | Chiara Boggiatto | 2'26"84     | Angeliki Exarchou | 2'29"05     |
| Farfalla                        | |             | |             | |             |
| 50 m (dettagli)                 | Mélanie Henique | 26"37       | Cristina Maccagnola | 26"65       | Angela San Juan Cisneros | 26"80       |
| 100 m (dettagli)                | Francesca Segat | 59"13       | Diane Bui Duyet | 59"24       | Ángela San Juan Cisneros | 59"60       |
| 200 m (dettagli)                | Caterina Giacchetti | 2'06"89     | Mireia Belmonte Garcia | 2'06"90     | Paola Cavallino | 2'10"19     |
| Misti                           | |             | |             | |             |
| 200 m (dettagli)                | Camille Muffat | 2'10"36     | Mireia Belmonte Garcia | 2'13"07     | Anja Klinar | 2'14"24     |
| 400 m (dettagli)                | Anja Klinar | 4'39"48     | Francesca Segat | 4'42"27     | Lara Grangeon | 4'43"54     |
| Staffette                       | |             | |             | |             |
| 4x100 m stile libero (dettagli) | Italia Erica Buratto Laura Letrari Giorgia Mancin Federica Pellegrini                                                    | 3'40"63     | Francia Malia Metella Aurore Mongel Hanna Shcherba-Lorgeril Ophélie-Cyrielle Étienne                                              | 3'41"65     | Spagna Laura Fernandez Rodriguez Patricia Castro Ortega Maria Fuster Martinez Angela San Juan Cisneros                                | 3'43"48     |
| 4x200 m stile libero (dettagli) | Italia Flavia Zoccari Erica Buratto Alice Carpanese Alessia Filippi Silvia Florio* Caterina Giacchetti* Laura Borghetti* | 7'56"69     | Francia Lara Grangeon Margaux Fabre Ophélie-Cyrielle Étienne Sophie Huber                                                         | 8'05"78     | Spagna Patricia Castro Ortega Arantxa Ramos Plasencia Laura Fernandez Erika Villaécija Mireia Belmonte Garcia* Maria Fuster Martinez* | 8'06"21     |
| 4x100 m misti (dettagli)        | Italia Valentina De Nardi Roberta Panara Caterina Giacchetti Livia Travaglini Ombretta Plos* Chiara Mazzoni*             | 4'04"57     | Spagna Duane Da Rocha Marce Concepcion Badillo Diaz Angela San Juan Cisneros Maria Fuster Martinez Aurora Perez* Laura Fernandez* | 4'04"88     | Grecia Aspasia Petradaki Angeliki Exarchou Panagiota Tsialta Theodora Drakou Kristel Vourna*                                          | 4'06"38     |

## Medagliere
Al termine della manifestazione questo era il medagliere:
| Posizione | Paese    | Oro | Argento | Bronzo | Totale |
| --------- | -------- | --- | ------- | ------ | ------ |
| 1         | Italia   | 12  | 13      | 14     | 39     |
| 2         | Francia  | 9   | 9       | 4      | 22     |
| 3         | Spagna   | 7   | 7       | 7      | 21     |
| 4         | Tunisia  | 5   | 1       | 1      | 7      |
| 5         | Serbia   | 2   | 2       | 1      | 5      |
| 6         | Slovenia | 1   | 2       | 2      | 5      |
| 7         | Croazia  | 1   | 0       | 1      | 2      |
| 8         | Cipro    | 1   | 0       | 0      | 1      |
| 9         | Grecia   | 0   | 5       | 6      | 11     |
| 10        | Algeria  | 0   | 0       | 1      | 1      |
| Totale    | Totale   | 38  | 39      | 37     | 114    |